# Fuchsmühle (Freystadt)
Fuchsmühle ist ein Gemeindeteil der Stadt Freystadt im Landkreis Neumarkt in der Oberpfalz in Bayern.

## Lage
Die Einöde liegt auf 405 m ü. NHN östlich der Schwarzach. Zu erreichen ist das Anwesen über eine von der Kreisstraße NM 5 südlich von Höfen abzweigende Nebenstraße. Nachbarorte sind die Freystädter Gemeindeteile Höfen, Schmellnricht und die Schneemühle bei Burggriesbach.

## Geschichte
1491 ist in einem Salbuch der Herrschaft Jettenhofen, die seit 1375 die Schenk von Geyern besaßen, von der „Löhelmühle“, der heutigen Fuchsmühle, die Rede; 1491 ist auch das Jahr, in dem der kinderlose Wilhelm Schenk von Geyern, genannt „der Lange“, die Herrschaft Jettenhofen und damit auch die Mühle an den fürstbischöflich-eichstättischen Hofmeister Hieronymus von Rosenberg veräußerte. Ohne männliche Nachkommen, ging der Besitz bei dessen Tod an seinen Bruder Leonhard über, dessen Söhne 1530 die Herrschaft Jettenhofen an die Herren von Hirnheim verkauften. 1542 bis 1580 saß als Müller Hans Fuchs auf der Mühle; auf ihn wird die heutige Mühlenbezeichnung zurückgehen. Als mit Walter von Hirnheim 1585 die Hirnheimer ausstarben, fiel die Herrschaft Jettenhofen und damit auch die Mühle als erledigtes Lehen an den Bischof von Eichstätt heim. Der Bischof vergab das Lehen nicht mehr, sondern errichtete zur Güterverwaltung das Kastenamt Jettenhofen, das bis zur Säkularisation bestand. 1644 besaß ein Peter Hölzel die „Fuchs- oder Löhelmühle“, die aber infolge des Dreißigjährigen Krieges öde stand. Spätere Besitzer waren die Familien Völkel/Völkl und Kürzinger; seit 1812 ist die Mühle im Besitz der Familie Regensburger.
In der Auseinandersetzung um die Hochgerichtsbarkeit schloss das Hochstift Eichstätt mit Kurbayern, das sich im südlichen Bereich des Schultheißenamtes Neumarkt auf die früheren Vogteirechte der 1305 ausgestorbenen Graf Gebhard von Hirschberg über das Amt Jettenhofen berief, am 30. Januar 1767 einen Staatsvertrag ab, in dem das Hochstift die hohe Gerichtsbarkeit unter anderem über die Fuchsmühle Kurbayern und damit dem Schultheißenamt Neumarkt zugestand. Die grundherrlichen Rechte und die niedere Gerichtsbarkeit blieben beim eichstättischen Kastenamt Jettenhofen. Für die Fuchsmühle trat Bayern einen 7⁄8 Hof in Winterzhofen bei Berching an Eichstätt ab. Laut einem Lagerbuch von 1786 der eichstättischen Hofmark Thannhausen bestand die Fuchsmühle aus einem 3⁄8 Hof, auf dem zu dieser Zeit ein Müller namens Völkl saß.
Im neuen Königreich Bayern (1806) wurde die Fuchsmühle Teil des Steuerdistrikts Großberghausen und mit dem Gemeindeedikt von 1818 mit Schmellnricht, Höfen und Obernricht zur Ruralgemeinde Schmellnricht im Landgericht Neumarkt, ab 1827 im Landgericht und Rentamt Beilngries (später Bezirksamt, dann Landkreis) zusammengeschlossen. Schließlich erfolgte zum 23. Juni 1831 eine weitere gemeindliche Änderung: Höfen wurde mit Obernricht und der Fuchsmühle von Schmellnricht abgetrennt und zu einer selbständigen Gemeinde im Landgericht und Rentamt Beilngries erklärt.
1812 übernahm die heutige Besitzerfamilie Regensburger die Mühle. 1875 wurden von den sieben Bewohnern der Mühle, die damals aus fünf Gebäuden bestand, drei Pferde und sechs Stück Rindvieh gehalten. Zu diesem Zeitpunkt hatte die Gemeinde Höfen mit ihren drei Orten insgesamt 131 Einwohner, die 14 Pferde, 155 Stück Rindvieh, 117 Schafe, 45 Schweine und eine Ziege hielten.
Die Mühle wurde von einem oberschlächtigen Wasserrad angetrieben. 1952 erfolgte ein Turbineneinbau. 1982 wurde der Mahlbetrieb eingestellt.
Mit der Gebietsreform in Bayern wurde die Gemeinde Höfen aufgelöst und ihre Gemeindeteile zum 1. Juli 1972 in die Stadt Freystadt des oberpfälzischen Landkreises Neumarkt eingemeindet.

### Einwohnerentwicklung
- 1830: 6 (1 Anwesen)[6]
- 1875: 7 (5 Gebäude)[8]
- 1937: 9[9]
- 1950: 12 (1 Anwesen)[6]
- 1961: 6 (1 Wohngebäude)[10]
- 1978: 6[11]
- 1987: 7 (1 Wohngebäude)[12]

## Katholische Marienkapelle
Die Fuchsmühle wurde 1705 in die Pfarrei Forchheim gepfarrt. Die Marienkapelle der Mühle stammt aus der 2. Hälfte des 19. Jahrhunderts und geht auf das Gelübde eines Maurers zurück. Sie gilt wie das aus der Mitte des 19. Jahrhunderts stammende Mühlengebäude als Baudenkmal.